# AC Barnechea
Athletic Club Barnechea ist ein chilenischer Fußballverein aus Lo Barnechea. Der 1929 gegründete Verein trägt seine Heimspiele im Estadio Municipal de Lo Barnechea aus, das 5000 Zuschauern Platz bietet.

## Geschichte
Athletic Club Barnechea wurde unter dem Namen Club Deportivo Santa Rosa Lo Barnechea am 23. Dezember 1929 in Lo Barnechea, gelegen in der Región Metropolitana de Santiago, gegründet. Über Jahrzehnte hinweg spielte der Verein ausschließlich in regionalen Spielklassen des chilenischen Fußballs. 1983 entschied sich der Verein, im nationalen Verband zu spielen. Dies begann in der Cuarta División, der zu dieser Zeit vierthöchsten chilenischen Liga. Dort fand man Barnechea sechs Jahre lang bis 1988, ehe in letztgenanntem Jahr der Sprung in die Drittklassigkeit gelang. Zur Saison 1989 startete AC Barnechea erstmals in der Tercera División, wo man sich sogleich etablieren konnte. Der Verein verbrachte daraufhin 23 Jahre ununterbrochen in der dritten chilenischen Fußballliga und scheiterte in dieser Zeit zweimal als Vizemeister nur sehr knapp am Aufstieg in die Primera B. In den Jahren 1997 und 1998 musste man jeweils den Teams von Universidad de Concepción bzw. von Deportes Colchagua den Vortritt lassen.
2008 wäre AC Barnechea fast insolvent gewesen, nachdem der Bürgermeister von Lo Barnechea die Förderungen für den Verein, die fast 70 % der Einnahmen ausmachten, strich. Nur durch Hilfe von Unternehmern konnte der Verein gerettet werden. Später kamen durch die Erfolge noch Einnahmen durch Fernsehrechte hinzu.
In der Saison 2011 war es dann so weit, AC Barnechea wurde Meister in der Tercera División mit einem Punkt Vorsprung vor CD Arturo Fernández Vial und sicherte sich den erstmaligen Aufstieg in die Primera B, Chiles zweithöchste Spielklasse. Dort verkehrt man seit der Spielzeit 2012 und hat sich sehr gut in der Liga etabliert. 2021 wäre der Klub als Tabellenletzter wieder in die Segunda División abgestiegen, doch San Marcos de Arica setzte einen nicht berechtigten Spieler ein, so dass diese Spiele als verloren gewertet werden. Durch das Verbandsurteil hielt Barnechea die Klasse.

## Erfolge
- Tercera División: 1× (2011)

## Bekannte Spieler
- Bernardo Laureiro, uruguayischer Jugendnationalspieler, einige Zeit bei Defensor Sporting aktiv, ehe er von 2013 bis 2014 beim AC Barnechea spielte